# 凡河内香賜
凡河内 香賜（おおしこうち の かたぶ、生年不明  - 雄略天皇9年（推定465年））は、古墳時代の5世紀後半の豪族で凡河内国造の一人。姓は直。

## 経歴
凡河内氏は、天照大神と素戔嗚尊が誓約をした際に生まれた天津彦根命の後裔一族であり、凡河内国造を歴任した。
雄略天皇9年、新羅遠征のための神託を伺うべく、天皇は香賜と采女を派遣して、胸方神（宗像三女神）を祀らせたが、香賜は既に壇所（かむにわ、神域）に至って、まさに神事を行おうとする際に、采女と関係を持った。これを不敬とした天皇は、難波吉士日鷹を派遣して香賜を殺そうとしたが、香賜は逃げ失せて、その場には居なかった。天皇は諦めず、弓削連豊穗を派遣して、国・郡・県にあまねく手配し、ついに凡河内氏の本拠地に近い三島郡藍原、のちの摂津国嶋下郡安威郷（現在の大阪府茨木市大田）で香賜を捕らえ、斬り殺したという。これが文献で確認できる中では最初期の斬首刑である。
その後、雄略天皇は新羅に親征しようとしたが、宗像神社の神に「な往（いま）しそ」と止められ、かわりに紀小弓宿禰・蘇我韓子宿禰・大伴談連・小鹿火宿禰に新羅遠征を命じた。